# پناهگاه (فیلم ۲۰۱۰)
پناهگاه فیلمی آمریکایی است محصول سال ۲۰۱۰ که موضوعی ماوراء طبیعی - ترسناک دارد.

## خلاصه فیلم
یک روانشناس (کارا)، که کارش دربارهٔ بیماران روانی مجرم است، در پی بررسی گذشتهٔ بیمارش که مبتلا به اختلال تجزیه هویت است، در می‌یابد که وی یک قاتل است.
در ابتدا به نظر می‌رسد بیمار کارا، فردی به نام دیوید باشد که گاهی به شخصیت آدام تبدیل می‌شود. کارا در می‌یابد که دیوید، سال‌ها قبل وقتی آدام شش ساله بوده، در جنگل مورد حمله وحشیانه قرار گرفته و کشته می‌شود. آدام، علاوه بر شخصیت دیوید به شخصیت‌هایی تبدیل می‌شود که به طرز وحشتناکی کشته شده‌اند. غالب این شخصیت‌ها، قبل از مرگ ایمان خود به خداوند را از دست داده‌اند.
کارا به تئوری اختلال تجزیه هویت اعتقادی ندارد. کارا که بیوه‌است، دخترش سمی را به کمک برادرش (استفن) بزرگ می‌کند. دختر کارا (سمی) به علت قتل پدرش در خیابان، اعتقاد خود را به خداوند از دست می‌دهد.

## پوستر فیلم
این پوستر که تداعی کنندهٔ لکه معروف «رورشاخ» است به‌خوبی می‌تواند فضای فیلم را به بیننده نشان دهد.
در پس زمینهٔ پوستر لکه رورشاخ به گونه‌ای که فضای جنگل را نشان دهد، کشیده شده است و در دوطرف لکه چهره دو کاراکتر فیلم به نمایش درآمده، که ارتباط روانشناسی آن دو را نشان می‌دهد. دقیقاً در وسط آن تصویر قبری که روی آن علامتی ماننده صلیب می‌باشد، طراحی شده است که همین قبر در فیلم، راز شخصیت بیمار را برای «کارا» فاش می‌سازد و رابطه اصلی «کارا» با بیمار به دلیل وجود این قبر می‌باشد. در کناره‌های لکه نیز تصویر «کارا» و دخترش و پیرزنی آمده است که نشان دهندهٔ فضای وحشت و دلهره در فیلم می‌باشد.